# Lotta antinave
Con lotta antinave, nella strategia militare, si indica uno o più sistemi di combattimento atti a offendere obiettivi navali (non solo militari) di superficie. Indica un tipo di combattimento navale diretto contro navi di superficie o più generalmente i sistemi d'arma, i sensori o le operazioni finalizzate ad attaccare o a limitare le navi di superficie avversarie.

## Descrizione
Il contrasto delle flotte navali ha in passato occupato un ruolo fondamentale per le strategie belliche dei paesi coinvolti in scontri sul mare. Dalle battaglie antiche tra le flotte di triremi a oggi molte cose sono cambiate ma in concreto, i punti cardine della lotta antinave, denominata convenzionalmente ASV o ASuW (Anti-Surface Vessel o Anti-Surface Warfare) sono due:
- da un lato le navi militari sono estremamente pericolose se esse hanno una navigazione libera, che ne permetta di esplicare al meglio le potenzialità;
- dall'altro si tratta dei mezzi da combattimento più sofisticati, popolati e costosi esistenti, per cui non c'è dubbio che il loro uso sia fatto generalmente in maniera particolarmente prudente da parte di chi ne abbia il comando.

La lotta contro mezzi navali può essere divisa in quattro ambiti fondamentali:
- Aereo - Anti-surface warfare effettuato da aerei, può essere effettuato con bombe o con missili da crociera tipo ALCM (air-launched cruise missiles) o missili ASM (air-to-surface missiles);
- Di superficie – Combattimento effettuato con navi da guerra che usano siluri, cannoni, missili superficie-superficie e mine navali;
- Sottomarino - Combattimento effettuato con sottomarini in cui vengono usati siluri o missili tipo SLCM (submarine-launched cruise missile) o ASCM (Anti-Ship Cruise Missile) come i Tomahawk;
- Costiero - Combattimento effettuato da terra con cannoni o con missili da crociera.

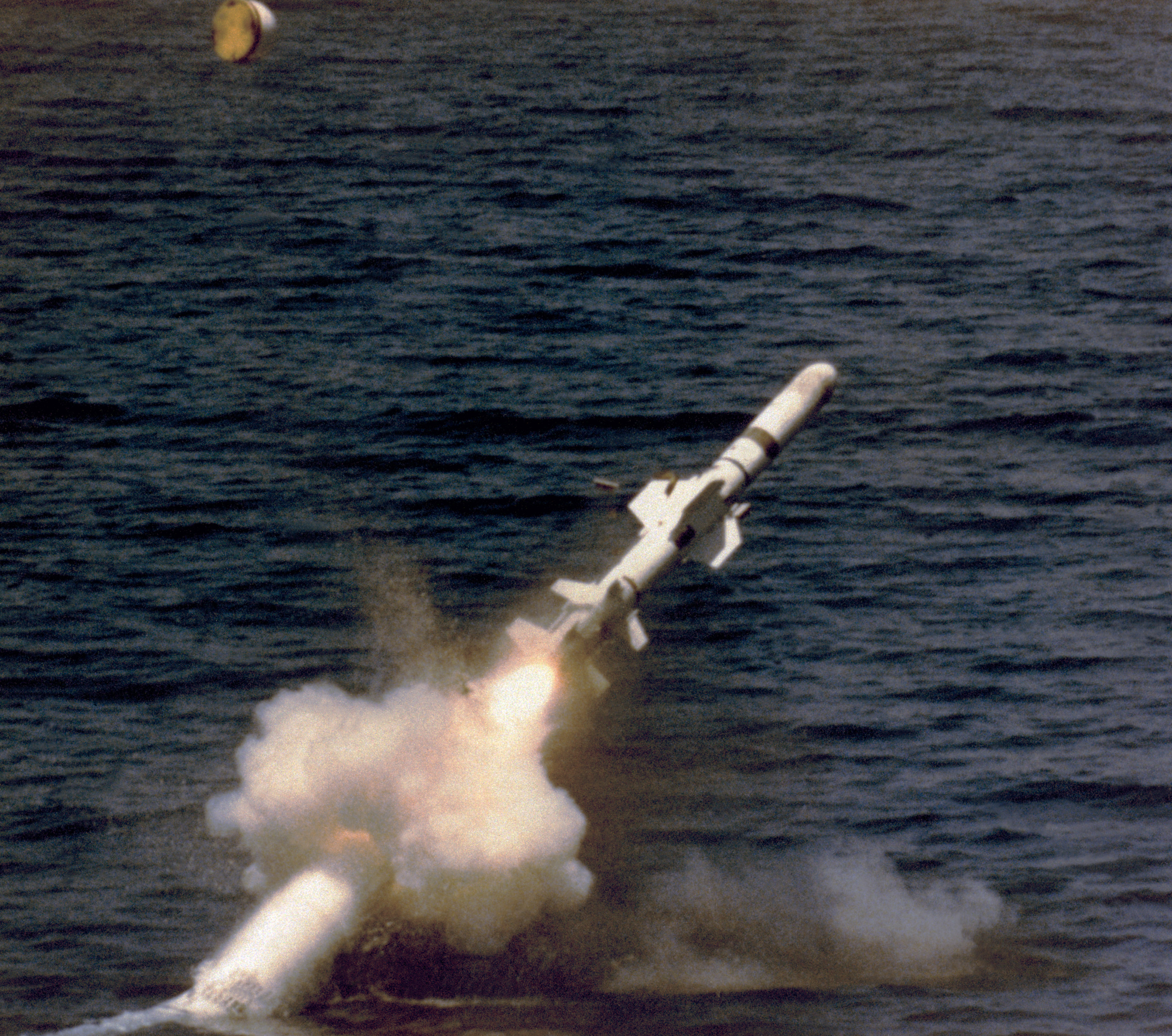
Lancio di un missile Harpoon da parte di un sommergibile. Questo attacco in genere consente alla nave appena pochi secondi di tempo per reagire: con i siluri moderni questo tempo è anche minore

In caso di guerra tenere le navi in porto riduce notevolmente le possibilità di difesa. Lo sviluppo di aerei e missili tattici e strategici, oltre che delle armi nucleari, ha reso la situazione ancora più grave. Rinunciare alla mobilità della flotta è ancora pericoloso e generalmente improduttivo. Nondimeno, quando la flotta entra in azione deve tenere conto di numerosi pericoli che possono venire contrapposti, solo una minima parte dei quali sono dati da altre unità navali.
L'importanza, la potenza e la complessità delle navi moderne non potrebbe essere sottostimata, ma nondimeno, esse sono estremamente complesse e costose, e in numero finiscono per essere sempre di meno. Sebbene più capaci di difendersi da ogni genere di attacco, le unità navali moderne sono estremamente vulnerabili, e il loro costo, che talvolta arriva a un miliardo di dollari, rende efficienti qualunque genere di armamenti si studino per affrontarle. Il costo di una mina antinave è dell'ordine di qualche migliaio di dollari, un missile antinave o un siluro ammontano ad alcune centinaia di migliaia di dollari (per l'Harpoon si parla di circa 400 000) quando un incrociatore AEGIS arriva al miliardo di dollari, sufficiente per equivalere a quasi la metà degli Harpoon (oltre 6 000) prodotti. Dati tutti questi presupposti, la gamma di minacce, generalmente di tipo asimmetrico, è estremamente elevata, favorita dalla polivalenza delle armi moderne. Anche se pure molte armi di vecchia generazione erano 'polivalenti' (per esempio, un cannone poteva battere ogni genere di obiettivo che arrivava a portata di tiro) ma nondimeno, le capacità operative degli armamenti moderni superano ampiamente quello che era in precedenza possibile.

## Aspetti dibattuti

### Difese costiere
Avvicinarsi a una costa difesa per una nave è molto pericoloso. Le artiglierie divisionali, per non dire di quelle specifiche da costa, sono sempre state un pericolo molto maggiore di quanto non potesse sembrare: a parità di calibro, una fortificazione è avvantaggiata contro una nave. Le difese costiere moderne potrebbero dispiegare artiglierie a lungo raggio, missili antinave a lunghissimo raggio, campi minati, mezzi navali di supporto (per esempio, sottomarini in agguato dietro i campi minati, per attaccare le navi cacciamine), e addirittura tubi lanciasiluri subacquei. Questi, con le armi moderne a lunga corsa e autoguidate, sono capaci di interdire le coste fino a 20–30 km di distanza, con azioni d'attacco subdole e letali, senza il costo dei sottomarini veri e propri, come anche la vulnerabilità delle motosiluranti di superficie.

### La vulnerabilità delle navi contemporanee
Le flotte moderne sono costituite in genere da navi che oscillano tra le 2 000 e le 5 000 tonnellate: la fregata missilistica è il tipico vascello moderno, aggregata a un piccolo numero di cacciatorpediniere missilistici che invece hanno compiti di difesa aerea a medio raggio. Queste navi hanno un dislocamento piuttosto contenuto, ma soprattutto un gran numero di sensori radar di scoperta, sistemati, per avere il miglior campo di osservazione, in posizione elevata sul mare. Ma questo significa anche avere molti pesi in alto, che nel caso di mare grosso significa una perdita di stabilità, specie laterale. Per ovviare a questo, sono in genere presenti un set di pinne di stabilizzazione ai lati dello scafo, ma per quanto sofisticato sia l'impianto, è necessario eliminare molti pesi in alto. Per farlo, bisogna in genere ricorrere a sovrastrutture d'alluminio. Queste sono molto leggere, ma anche molto vulnerabili al fuoco (come illustrò il caso del Belknap, incrociatore statunitense incendiatosi dopo una collisione con la portaerei Kennedy) e questo, assieme al gran quantitativo di materiali plastici e isolanti dei circuiti elettrici, rende la nave molto vulnerabile agli incendi. Per avere sovrastrutture d'acciaio si devono ridurre i radar, oppure, scelta quasi obbligata, avere scafi più grandi e pesanti, aumentando il costo complessivo della nave.

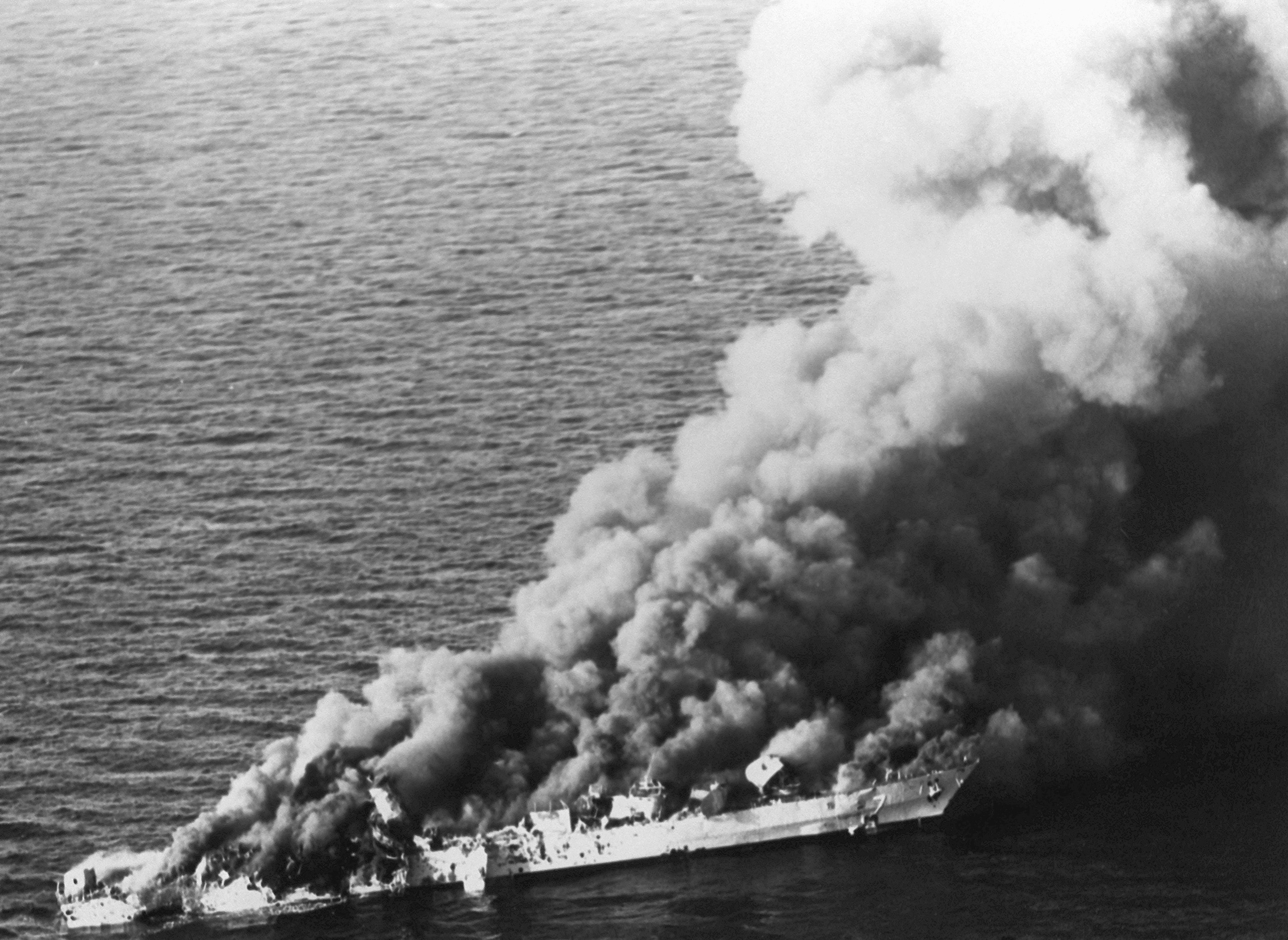
La Sahand affonda, devastata dagli attacchi americani

Solo le grandi portaerei USA, grazie a un dislocamento anche superiore alle 90 000 t, restano dotate di elevate protezioni balistiche e antisiluro: le altre navi devono accontentarsi di leggere protezioni antischegge in kevlar o in alluminio, oppure niente del tutto.
Il parco antenne è estremamente vulnerabile ai danneggiamenti e agli attacchi arrivati a segno, e da esso dipende l'efficienza di quasi ogni tipo di sistema d'arma della nave, che può passare dal 100% allo 0% di efficienza con un colpo solo. Questa non è in realtà un'assoluta novità: già nel 1943, il 26 dicembre, le prime cannonate inglesi a segno distrussero i radar della corazzata Scharnhorst. Questa fu un'autentica sfortuna, perché la visibilità era pressoché nulla, perché le navi inglesi erano semplici incrociatori (troppo inferiori teoricamente alla nave germanica, ma capaci di vederla) e perché stava arrivando la corazzata Duke of York, abbastanza potente per affrontarla anche in condizioni ideali. La nave tedesca cercò di sopravvivere e di rispondere al fuoco, ma venne alla fine silurata ripetutamente e affondò. La sua condotta tattica era stata piuttosto scriteriata, ma la mancanza del radar di bordo era risultata fondamentale per la sua perdita, visti tutti gli altri motivi. Da notare, per ironia della sorte, che i tedeschi introdussero sulle loro navi i radar ancora prima degli inglesi, tanto che la Admiral Graf Spee ne aveva uno nel 1939, quando danneggiò gravemente l'Exeter britannica nella Battaglia del Río de la Plata.
Almeno la Scharnhorst era stata in grado di rispondere al fuoco, grazie agli eccellenti telemetri ottici di cui era dotata, sia pure incapaci di vedere bene attraverso la neve e l'oscurità. Ma le navi moderne rischiano anche di più, come nel caso dell'incrociatore Worden, gemello del Belknap, messo fuori uso da un semplice incidente durante la guerra del Vietnam. Le armi antinave sono la parte più visibile anche se in verità la loro azione è solo la culminazione di un attacco pianificato e portato in maniera laboriosa e complessa, in cui l'informazione prima, e la piattaforma poi risultano fondamentali per la possibilità di portare l'attacco, indipendentemente dal suo successo.
Esistono armi antinave di vario genere, e ognuno ha le sue specificità, punti di forza e punti deboli.
Ma ognuno ha un costo di gran lunga minore del bersaglio inteso, per cui il rapporto costo efficacia è elevatissimo. Le categorie principali sono: missili antinave, siluri, mine, artiglierie, armi polivalenti, armi non ortodosse dei tipi più vari.

### Tattiche asimmetriche
Il caso del cacciatorpediniere statunitense Cole, quasi affondato da un barchino esplosivo avvicinatosi senza dare nell'occhio, dà un'idea notevole di come le navi di superficie possano essere vulnerabili anche ad attacchi non sofisticati. D'altro canto, i mezzi insidiosi sono stati a lungo tempo un problema. Il sottomarino nacque in sostanza come mezzo insidioso, come l'American Turtle.
Durante la prima guerra mondiale e la seconda, barchini esplosivi, maiali, minisommergibili sono stati largamente usati, con alterne fortune, contro le grandi navi alla fonda e talvolta anche in mare aperto.

## Armi utilizzate

### Bombe
Le bombe sono state estensivamente usate durante la guerra delle Falklands e hanno affondato 4 navi inglesi, il doppio dei missili. Gli aerei vettori, però, sono dovuti arrivare fin sopra il bersaglio, e hanno subito decine di perdite contro nessuna delle macchine 'missilistiche'. La potenza delle bombe e il costo ridotto a circa 1 000-2 000 dollari, le rende potenziali distruttrici di navi di ogni genere. Esse possono essere usate con profili d'attacco di diversi tipi, e i calcolatori moderni generano sull'HUD il punto di caduta previsto per le armi, che acquisiscono una precisione e una letalità molto superiori a quanto visto in epoche passate, anche se va detto, i bombardieri in picchiata giapponesi erano capaci di colpire anche con l'80% delle bombe i loro bersagli navali.
Le bombe speciali sono pure presenti nell'arsenale delle aviazioni: per evitare il ricorso a traiettorie d'attacco in picchiata o a bombe a scoppio ritardato, si possono usare bombe a grappolo, come fecero gli americani nel 1986 contro alcune navi libiche (in genere erano armi caricate con le munizioni APAM, simili a palle da tennis come dimensioni e pesi, oppure le Rockeye con 247 submunizioni controcarro HEAT); queste causano danni estesi anche se difficilmente ledono parti vitali, a meno di non colpire depositi di munizioni. Molte delle bombe a guida laser, TV o IR hanno una velatura che consente di planare per parecchi chilometri e spesso anche da bassa quota. Alcune hanno un motore a razzo aggiuntivo e questo le rende praticamente dei missili a corto raggio. Per quanto vulnerabili ai CIWS sono capaci di provocare un danno potenzialmente elevato con poco costo e poco rischio per l'aereo lanciatore. Tra queste bombe la GBU-8 HOBOS e la AGM-62 Walleye a guida TV, la serie Paveway a guida laser con almeno tre generazioni di gittata progressivamente prolungata, la Opher israeliana a guida IR.

### Mine navali
Da sempre le armi più efficienti in termini di costo-efficacia, utilizzabili anche da navi non specializzate, come i traghetti ro-ro e altri tipi che non avrebbero mai una chance di arrivare a combattere appieno le navi di prima linea.
Al diavolo le mine! pare che abbia detto l'ammiraglio Dewey durante l'azione contro gli spagnoli a Manila, nel 1898. Ma le difese spagnole, al comando dell'ammiraglio Montoyo (che aveva cercato in tutti i modi di avere rinforzi, senza successo) non ebbero modo di dimostrare che il disprezzo per i rischi di un campo minato, specie per le navi dell'epoca, scarsamente compartimentate. In seguito le cose sarebbero andate molto diversamente.
L'esempio del Mowe, bananiera tedesca convertita in corsara, che depositò un campo minato vicino ad una base inglese e affondò la nave da battaglia King Edward VII, dà l'idea di quello che significhi questo tipo di minaccia. Successivamente una nave libica venne fortemente sospettata di avere disseminato un campo minato nel Canale di Suez, che causò molti danni al traffico mercantile. Questo esempio dimostra che il minamento non solo consente di causare danni elevati con minimo rischio, ma anche di restare nell'ombra, evitando le altrimenti necessarie dichiarazioni di guerra. Durante la guerra di Corea, in pochi giorni una flotta da sbarco Alleata ebbe una decina di navi affondate o danneggiate da un campo minato. Un ammiraglio americano affermò: non siamo riusciti a controllare il mare contro un nemico che non ha nemmeno una flotta e che usa imbarcazioni dell'epoca dei Romani. Le giunche e altre imbarcazioni improvvisate dei coreani del nord avevano infatti depositato in pochissimo tempo 3 000 mine nelle acque prospicienti la costa scelta per lo sbarco, prima che la flotta arrivasse.
Durante Desert Storm, nel 1991, gli iracheni depositarono circa 1 200 mine, molte delle quali di vecchio tipo ancorato. Eppure, queste causarono limitazioni notevoli alla flotta alleata, la maggiore mai messa in campo per una guerra (in termini di capacità operative, non di navi), obbligandola ad onerose contromisure anti-mine attraverso l'uso, ben oltre la fine del conflitto, di cacciamine altamente specializzati inglesi, francesi, italiani (una nave italiana distrusse una trentina di mine, ma un cacciamine francese arrivò a superare le 140). Inoltre, due navi vennero colpite da tre mine complessive: una di queste era un incrociatore AEGIS classe Ticonderoga (l'USS Princeton (CG-59)), e l'altra la USS Tripoli che venne quasi spezzata in chiglia dalle esplosioni e subì danni per circa cinque milioni di dollari. Le mine costano circa 1 000-10 000 dollari, tipicamente, ma sono capaci di causare danni gravissimi anche a navi che costano un miliardo di dollari, il che dà un'idea di come siano convenienti, e del perché i sovietici durante la guerra fredda ne avessero oltre 500 000, a fronte di una US Navy praticamente invincibile ma senza quasi capacità antimine.
Le mine sono ottenibili anche da ordigni improvvisati, gli IED. Bastano bombe d'aereo, anche ordigni nemici inesplosi e recuperati, granate d'artiglieria, cariche da demolizione, con costi medi di decine di dollari al massimo. Rilevarle è difficile: nonostante gli straordinari progressi dei sonar di ricerca mine, collegati a calcolatori speciali e consolle avanzate, la caccia alle mine non ha mai avuto una risposta totalmente univoca.
Esistono anche le mine vaganti; durante la guerra contro gli iraniani, gli iracheni costruirono mine pesanti tonnellate per cercare di colpire le piattaforme petrolifere (usate anche come basi per i barchini pasdaran). Mine speciali di ogni genere sono state comunque utilizzate: alcune rilasciano un siluro antisommergibile quando localizzano un sottomarino classificato come nemico (la mina americana CAPTOR e l'equivalente sovietico/russo), altre (sovietiche/russe) si sollevano dal fondale con un motore a razzo, e percorrono poche centinaia di metri a velocità elevate, attaccando la chiglia del sottomarino o della nave. La maggior parte delle mine è basata in acque molto basse, litoranee. Solo una minima parte è sistemata in profondità, difficilmente eccedenti i 400 m. Anche così, quasi l'intero Mare del Nord è facilmente minabile, avendo una profondità a stento sufficiente per permettere a un sottomarino di starvi immerso.
Esistono altre mine, quelle semoventi. Ricavate da vecchi siluri, sono sistemi che possono permettere di minare porti nemici troppo difficili da avvicinare. Una è la Mk 67 americana. I vettori delle mine sono tra i più svariati, non richiedendo alcuna attrezzatura di controllo del tiro e altro, ma piuttosto un buon sistema di navigazione e posizionamento. I sottomarini, con le loro doti di furtività sono i mezzi migliori, ma ne contengono poche, in genere due al posto di ogni siluro. Per lungo tempo, le mine utilizzabili dai siluri sono state comunque troppo poco potenti per l'uso e molti sottomarino sono stati pensati come specifici posamine, con tubi dedicati di grandi dimensioni. Tra le nuove soluzioni, alcuni sommergibili tedeschi Type 206 hanno avuto contenitori esterni per 24 mine, che lasciano i siluri interni (appena otto, si tratta di piccoli battelli da circa 400 t) utilizzabili per la difesa antinave o l'attacco di bersagli d'occasione (come facilmente comprensibile, i sommergibilisti non sono mai stati entusiasti di togliere tutti o quasi i siluri di bordo per le mine, che in caso di scoperta non permettono alcuna difesa armata).
Mine speciali sono utilizzate anche come modifica di bombe aeree, come avvenne realmente nella guerra del Vietnam, quando gli aerei navali americani interruppero il traffico di rifornimento nordista del porto di Haiphong, utilizzando delle bombe Mk 84 da 900 kg dotate di sensori magnetici e sganciate da aerei A-7. Questo causò un grave indebolimento delle capacità di difesa aerea vietnamite, perché se i mercantili cinesi e sovietici non potevano essere attaccati direttamente, in compenso la loro navigazione poteva essere interdetta dal dispiegamento ufficiale di un campo minato.

### Missili antinave
Queste sono di gran lunga le armi più temute (tanto da avere portato allo sviluppo di una categoria d'armi specifica, i CIWS, e di evoluti apparati elettronici di difesa e disturbo contro i loro sensori di ricerca), e sebbene esse siano specificatamente pensate per colpire le navi, non è detto che siano veramente anche le migliori e più efficaci. Questo per vari motivi: richiedono piattaforme specializzate, hanno un costo elevato, e le navi moderne sono particolarmente preparate ad affrontarle, tanto che la loro efficienza viene messa in dubbio nel caso che debbano affrontare sistemi di difesa moderni, capaci di affrontare in un tempo brevissimo anche dozzine di bersagli.
Sul numero di missili antinave per affrontare un bersaglio è difficile fare ipotesi. I sovietici pensavano che i loro missili Styx richiedessero due colpi a segno per distruggere un cacciatorpediniere, cosa ottenibile con il lancio di dodici missili da parte di sei cannoniere Komar, e anche per questo passarono alle 'Osa' di dislocamento triplo ma con il doppio di missili, cosicché bastava una flottiglia di tre navi per affondare un cacciatorpediniere. Ma in pratica, l'esordio dello Styx vide la distruzione del cacciatorpediniere israeliano INS Eilat, colpito da tre missili sui quattro lanciati da appena due Komar, che non uscirono nemmeno dal porto. Questo accadde l'ottobre 1967, e non, come spesso viene riportato durante la guerra dei sei giorni, il giugno precedente In seguito gli Styx ebbero meno successo, ma la flotta israeliana abbandonò le navi di grande dislocamento per quelle di piccole dimensioni, con un equipaggio ridotto e migliori possibilità di evitare i missili. Dopo quell'evento la guerra navale non sarebbe stata più la stessa, e i sistemi di difesa antimissili, sia d'arma sia di contromisure elettroniche, divennero una dotazione sempre più diffusa tra le navi da guerra. Nondimeno, il primo sistema CIWS d'artiglieria antimissile occidentale divenne operativo solo dopo circa dieci anni dall'evento.

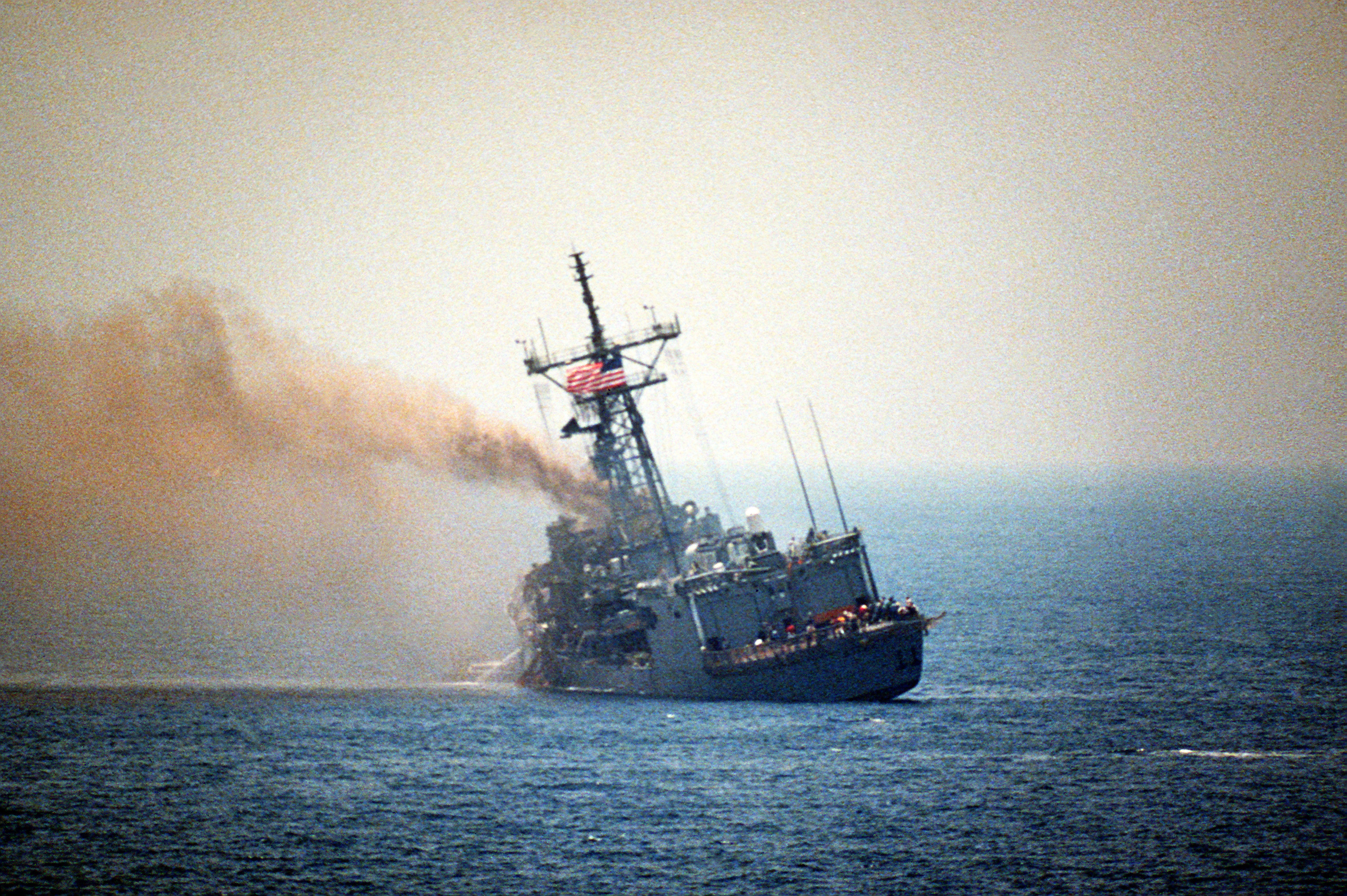
Una drammatica scena dell'attacco alla Stark

Sebbene la capacità delle navi moderne di difendersi dai missili antinave sia molto elevata, la sorpresa tattica storicamente ha ottenuto effetti che vanno al di là delle esercitazioni teoriche e delle capacità di ingaggio multiplo delle armi antiaeree di bordo. Una delle tattiche dei Tornado inglesi, per esempio, è quella di attaccare in gruppi di quattro o sei aerei una singola nave, lanciandogli ciascuno due missili Sea Eagle, per attaccare la nave nemica con otto o dodici ordigni, che possono oltretutto essere programmati per sincronizzare l'attacco simultaneo su un bersaglio che abbia una certa posizione stimata. Durante la guerra delle Falkland, però, bastarono appena sei Exocet per affondare due navi britanniche e metterne fuori combattimento un'altra. Tutti questi vennero lanciati sfruttando l'effetto sorpresa, con lanci dalla costa oppure da aerei in volo a bassa quota. Tra gli altri attacchi missilistici conclusasi con un successo famoso e tragico è stato quello alla nave americana Stark, da parte di un Mirage iracheno. Ma la cosa, per quanto mai spiegata ufficialmente se non con un errore di identificazione, non intaccò i rapporti tra gli USA e l'Iraq, all'epoca piuttosto buoni.
In quello stesso conflitto, gli USA condussero attacchi agli iraniani affondando almeno due navi tra cui una fregata, la Sahand, colpita da attacchi missilistici e aerei multipli.
I missili antinave sono dotati di migliori apparati di scoperta, radar attivi, radar passivi, capacità di autoguidarsi sui disturbi, sensori infrarossi passivi (abbreviati IR). La loro strategia di attacco, dopo le armi supersoniche, veloci e difficili da contrastare ma con pesi elevati e costi pure notevoli, si sta adattando a progetti che prediligono una maggiore manovrabilità al momento dell'attacco, per sfuggire al fuoco dei CIWS che con una traiettoria lineare li colpirebbero facilmente, e con capacità stealth per essere avvistati il più tardi possibile.
Il massimo livello di minaccia portato alle navi si può storicamente far risalire all'epoca della guerra fredda, in particolare ai reggimenti di bombardieri sovietici, come quelli dotati di Tupolev Tu-22M, armati di missili supersonici a lungo raggio AS-4 Kitchen, che consentivano, nominalmente, a un reggimento sovietico di portare attacchi da 400 km di distanza con 18 o 36 armi antinave contemporaneamente, anche con testate termonucleari da 200-350 kt. Questo ha portato in larga misura allo sviluppo da parte statunitense dell'AEGIS. Ma localizzare una flotta 'non cooperativa' non è facile, specie se si muove rapidamente in grandi spazi di mare. Peraltro, se questo è vero per attacchi brevi come quelli scatenati contro la Libia, situazioni in cui le portaerei si posizionano a pochi chilometri dalle coste nemiche lanciando per mesi attacchi aerei, come accaduto nel Golfo, in Corea e in Vietnam, non sono più riproponibili in presenza di capacità antinave di elevata potenza. Anche i missili lanciabili da sottomarini non sono molto popolari: a parte che questi non hanno una capacità duale antinave-antisom e che i sottomarini in genere non hanno molte armi disponibili, i missili antinave, nonostante il grande raggio d'azione, spesso non sono impiegabili se non a distanze pratiche paragonabili a quelle dei siluri, per problemi di targeting dei bersagli. Ma i missili antinave non possono spezzare la chiglia delle navi, sono localizzabili e abbattibili, mentre i siluri spesso danno notizia di sé solo quando esplodono sull'obiettivo (le scie delle vecchie armi sono solo un ricordo del passato, dati i sistemi motrici attuali).

### Missili aria-superficie
I missili aria-superficie di impiego generale sono anch'essi pericolosi. I missili Maverick, tutti i tipi, sono dotati di capacità di attacco antinave, anche se solo alcuni tipi hanno una testata e un sistema di guida specializzato. Sono a guida TV, laser e IR e un aereo può lanciarne una coppia in pochi secondi. Essendo subsonici sono vulnerabili alle difese, ma tranne il tipo a guida laser sono del tipo 'lancia e dimentica'. Il loro numero è però molto elevato e l'uso semplice: se l'Harpoon è il più diffuso missile antinave occidentale, con 6 000 esemplari costruiti, il Maverick delle sole versioni a guida TV ha superato i 30 000 e i piloti sono generalmente capaci di attaccare almeno un bersaglio a bassa quota, durante un passaggio a fuoco. La gittata pratica con lancio da alta quota dipende sempre dalla capacità di agganciare un bersaglio, ma a bassa quota, data la breve durata del motore a razzo, il raggio utile è di 5 – 6 km, raramente superiore. Con i carri armati sarebbe praticamente impossibile ottenere agganci a distanze maggiori, mentre le navi sono dotate di armi antimissili che avrebbero poche difficoltà contro un ordigno in volo a 500 km/h o anche meno, al limite della gittata massima tecnica.

### Missili antiradar
I missili a guida radar passiva, antiradar, sono dei potenziali avversari per ogni nave, con possibilità estremamente elevate di metterla fuori uso. Il caso del Worden, che venne messo KO da un singolo Shrike lanciato per errore ed esploso a 30 metri di distanza, dà un'idea. I missili come gli HARM sono molto più pericolosi, ed estremamente veloci (Mach 2-3).
Altri missili come i Martel, in un'epoca in cui la guida radar attiva era ancora una soluzione poco pratica a causa della necessità di miniaturizzazione dell'elettronica, sono stati a loro volta concepiti solo come armi passive: o a guida TV oppure radar passiva. Entrambi erano in grado di colpire sia obiettivi a terra sia in mare, avevano una testata pesante e velocità subsonica. Erano in sostanza dei missili antinave a guida passiva. Da notare che l'evoluzione ha portato questo missile anglo-francese a due risultati diversi: con un migliore sistema radar passivo è diventato l'ARMAT, missile francese antiradar, mentre con un motore a turbogetto e radar attivo è diventato il Sea Eagle inglese, in quanto la Gran Bretagna non ha mai adottato l'Exocet in versione aviolanciabile.
Questo ha comportato, a un certo punto, che gli inglesi avessero contemporaneamente i missili Exocet per le navi e le batterie costiere, i missili Harpoon (che li stavano sostituendo soprattutto per la gittata maggiore data da un turbogetto) per le navi e i sottomarini, e i missili Sea-Eagle nazionali per gli aerei. Infine i Sea Skua erano a bordo degli elicotteri, assieme ad alcuni degli ultimi AS-12 francesi.

### Razzi
I razzi sono un'altra arma potenzialmente pericolosa: seguono sempre la traiettoria balistica ma hanno il vantaggio di essere dotati di motore. Un lancio di razzi avviene in genere oltre la gittata di un CIWS cosicché questi sono praticamente inutili contro un aereo lanciarazzi. La precisione è ridotta e le possibilità di affondare la nave modeste, ma possono causare danni notevoli e metterla fuori combattimento. Lanciarazzi tipici hanno quattro razzi da 100, 127 o 122 mm, ma esistono razzi più grandi con rampe singole, fino a oltre 300 mm (praticamente delle bombe a razzo). Soprattutto, esistono lanciarazzi da 51, 57, 68, 70, 81, 82 e 90 mm con lanciatori da 7, 14, 16, 19, 20 e persino 32 colpi. Un aereo cacciabombardiere può operare anche con quattro di questi sistemi, per cui non esiste modo per alcun CIWS di provare a fermare una salva di razzi simile, ciascuno molto piccolo, e supersonico per quasi tutto il percorso. Le testate sono di 3–4 kg su 7-8 di peso complessivo per i razzi leggeri, come quelli da 70 mm, e di circa 25–35 kg su una sessantina per i razzi da 127 mm.

### Siluri
Forse l'arma più letale e meno 'compresa' della panoplia è il siluro, capace di attaccare la nave in maniera generalmente inaspettata, difficile da contrastare con sistemi di disturbo e tanto più, d'arma specifici.
Esso è capace di spezzare una nave in chiglia, esplodendovi sotto, ma anche con lo scoppio sulle fiancate i danni che può arrecare alla nave sono tali che essa può affondare in breve tempo, fatalmente colpita. Una fregata indiana, la Kukri, venne affondata da un sommergibile pakistano durante la guerra indo-pakistana del 1971, e affondò in tre minuti. Naturalmente vi è l'esigenza di un vettore di lancio, che può essere una nave di superficie, ma in genere questo renderebbe difficile per il siluro attaccare senza che il mezzo vettore non sia scoperto e distrutto. La presenza di navi con tecnologia stealth, però, potrebbe anche ribaltare la questione, anche perché i siluri moderni hanno grandi incrementi di prestazioni.
Il siluro Mk VIII britannico aveva una velocità di 44 nodi per circa 4 km o 40 nodi per 6. Ma le armi moderne arrivano anche a 20 – 30 km a 45 nodi, grazie a motori più potenti ed energici. La loro maggiore innovazione è però la capacità di autoguida: attiva, passiva, mista. Esistono i siluri filoguidati che vengono diretti dalla piattaforma verso l'obiettivo da colpire, prima che essi accendano il sonar di bordo. La filoguida duplice ha la capacità di far interagire il siluro con il vettore di lancio, che scambia le informazioni con il battello di lancio, e ne costituisce un sensore remoto. La guida con doppino di rame può essere sostituita con un cavo ottico, per ottenere maggiori lunghezze del cavo e consentire alle armi, talvolta limitate da questo valore, di raggiungere le migliori prestazioni.
Un esempio dell'uso combinato di armi e vettori stealth (cioè meno visibili ai radar) come lo sono i siluri e i sottomarini è dato dall'affondamento del Belgrano, avvenuto durante la guerra delle Falkland: nonostante fossero usati ancora i vecchi siluri Mk VIII, ma da parte del sottomarino Conqueror nucleare, la formazione argentina non ebbe alcun modo di percepire l'attacco che pure avvenne a distanze piuttosto ridotte, data la corsa utile del siluro. Questo venne preferito agli Mk 24 perché era sì obsoleto, ma più affidabile, aveva una testata da 360 kg anziché 150 e poteva essere lanciato in salve di quattro e non due, il che rendeva quasi nulla la differenza del non avere armi guidate. Il Belgrano, vecchio incrociatore coevo dei siluri britannici, venne affondato in 60 minuti dopo avere incassato due armi in pieno.
Il siluro aereo, come arma antinave, è oramai un ricordo del passato, dei tempi epici in cui gli aerei arrivavano a poche centinaia di metri dalla nave per colpirla in pieno sotto la linea d'acqua. Tra il 1915 e il 1945 ha funzionato abbastanza bene, anche se non ha mai fugato il dubbio se l'aerosilurante, comparato al meno specializzato e più economico bombardiere in picchiata, fosse in realtà solo uno spreco di denaro. I siluri erano specializzati solo contro bersagli navali, e molto costosi rispetto alle bombe. Gli aerei che attaccavano a fior d'acqua avevano l'unico vantaggio di comparire tardi sugli schermi radar navali, ma correvano gravissimi rischi rispetto ai bombardieri in picchiata.
Troppo pericoloso, si ritenne, questo tipo di attacco nell'epoca postbellica. Va detto, che paradossalmente, specie con le tecnologie moderne, questo non è necessariamente vero. I sistemi più pericolosi per qualunque attaccante sono i CIWS, come il Phalanx e il Goalkeeper, ma questi sistemi sono efficaci entro i due chilometri o poco oltre. Per un aereo dotato di un siluro moderno ad autoguida, che non è quindi limitato a dover essere lanciato con la nave esattamente sulla linea di lancio, è possibile eseguire lanci da distanze molto superiori. Un siluro leggero Mk 46 può percorrere 11 km a 45 nodi, per cui le prestazioni cinematiche sarebbero adeguate a qualunque nave. Il vantaggio è, rispetto ai missili antinave, che mentre questi sono avvistabili e teoricamente abbattibili, specie se vi sono CIWS di difesa, i siluri per quanto più lenti sono invulnerabili a ogni sistema di difesa aerea: l'acqua del mare è conduttrice e scherma tutto quello che vi è sotto alla vista del radar, mentre anche gli apparati ottici sono messi fuori uso, con la parziale eccezione dei laser a luce blu usati in sistemi LIDAR. La scoperta con mezzi acustici è l'unica possibile, ma con la nave in manovra ad alta velocità la sensibilità dei sistemi acustici è fortemente degradata: a 30 nodi il sonar a scafo (o conforme) è quasi inutilizzabile anche contro i sottomarini, i siluri sono molto meno visibili.
In ogni caso, il siluro aereo è scomparso nel dopoguerra, dopo che se ne tentò anche l'uso su alcuni tipi di bombardieri a reazione. La sua discendenza è data dai siluri leggeri antisommergibile, l'arma standard degli elicotteri ASW.

### SAM e AAM
Ma vi sono anche altri missili estremamente pericolosi: quelli aria-aria o SAM (Surface-to-Air-Missile, missile terra-aria) utilizzati a scopo antinave.
Nel 1991 il caso fortuito di un incidente, tragico, mise in luce una possibilità poco nota del Sea Sparrow, allorché una portaerei americana colpì accidentalmente con due armi un cacciatorpediniere turco che la stava scortando. Quasi tutti i SAM navali e qualcuno terrestre hanno una capacità antinave secondaria, anche se poco pubblicizzata. I missili Talos e Tartar (molto meno i Terrier), gli Standard SM-1 e 2, i Sea Dart, i missili sovietici di vario genere ne hanno.
I missili SAM navali del tipo Sea Sparrow sono simili a quelli delle versioni aria-aria. La domanda potrebbe essere: i missili Sparrow sono utilizzabili contro navi, quando lanciati da aerei? A parte che la risposta dipende dai sistemi di controllo del tiro del caccia, la risposta venne data nel corso di alcuni misteriosi e mai chiariti attacchi navali contro la flotta nel Vietnam. L'episodio in parola è avvenuto e passato alla storia come la battaglia di Cap Lai, tra il 15 e il 16 giugno 1970 e vide una serie di azioni fratricide tra aerei, elicotteri e navi americane e australiane.
Il primo attacco vide due missili lanciati contro l'incrociatore Boston, che finirono a prua e a poppa, in mare. Un giorno dopo un altro aereo Phantom, ovviamente classificato come "amico" dall'IFF, sparò un altro missile che centrò la nave al centro, ma non esplose. Si scoprì che si trattava di uno Sparrow. Ma il peggio doveva ancora venire, allorché il cacciatorpediniere Hobart venne a sua volta attaccato da un aereo che lanciò due missili che centrarono in pieno la nave sul ponte e sui fianchi. Poi, dopo tre minuti ne venne lanciato un altro. I danni furono pesanti, vi furono vari morti e feriti, ma i missili non esplosero. Uno di questi penetrò nel deposito missili antisommergibili Ikara, che conteneva diverse tonnellate di propellenti ed esplosivo. La mancata detonazione dell'arma salvò la nave dalla distruzione praticamente certa. Un'altra nave ancora venne bersagliata da missili, ma mancata, appena pochi minuti dopo. Difficile spiegare come missili a guida radar possano acquisire, usati da caccia con radar in modalità aria-aria, dei bersagli immobili, anche se di grosse dimensioni, invece di cancellarli automaticamente dallo schermo, eppure questo episodio è realmente avvenuto.
I missili IR, per loro natura, sono sensibili al calore, e qualunque fonte va bene, specie se viene settata la spoletta di prossimità per ridurre la quota di volo senza rischio di esplodere prematuramente. Si dice che gli argentini avessero pensato di usare i missili R.530 contro le navi inglesi, ma la cosa non accadde. Queste armi, disponibili anche nelle versioni IR, avevano una testata da 27 kg e una gittata di oltre 20 km.
I missili più piccoli non sono meno pericolosi. Supponiamo che un caccia come l'F-5, Mirage F1 o F-16 attacchi una fregata pesantemente difesa da sistemi antiaerei a corto raggio, come i CIWS e cannoni di medio calibro, con raggio di tiro efficace di 10 o più chilometri. Come in numerose aviazioni di tutto il mondo, non sono disponibili altro che bombe a caduta libera e missili aria-aria per l'autodifesa. Questo potrebbe portare alla perdita di numerosi aerei nella fase di attacco finale, specialmente negli ultimi 4–5 km di avvicinamento, alle difese della nave stessa. Ma i missili aria-aria IR potrebbero essere utilizzati, studiando la tattica giusta, come soppressori delle difese navali.
L'attacco sarebbe portato a volo radente; giunto a pochi chilometri di distanza il caccia sarebbe sottoposto al fuoco dei cannoni e missili a corto raggio della nave, che avrebbe possibilità di abbatterlo con maggiore successo. Ma al tempo stesso, a quel punto potrebbe cabrare per manovrare meglio verso la nave avversaria (anche questa una tipica tattica) e tentare il lock-on (cioè l'aggancio col radar) perché per i missili IR, anche i più vecchi e rozzi, l'enorme calore emesso dai cannoni di medio calibro sarebbe un enorme radiofaro, molto evidente e con una ripetizione di 20-120 'battiti' al minuto. L'energia alla bocca di un cannone da 127 mm arriva a circa 10 MJ, e questo richiede parecchi chilogrammi di propellente sparato con temperature elevatissime. Ripetendo il ciclo di fuoco con una cadenza media di un colpo ogni due secondi, non vi è praticamente soluzione di continuità nell'emissione di calore tra uno sparo e l'altro, mentre i calibri più piccoli arrivano anche a due colpi al secondo. Nell'insieme si tratta di un'emissione energetica paragonabile al postbruciatore di un aereo da caccia, con temperature di picco anche maggiori. Se un attacco del genere venisse sferrato, da distanze di 5–7 km un cacciabombardiere potrebbe colpire la nave prima di correre eccessivi rischi, specialmente con i CIWS. Il pericolo insito in questo tipo di attacco è che i missili come i Sidewinder sono armi estremamente piccole e veloci. I CIWS sono in genere testati per abbattere tipici missili antinave, ovvero subsonici e piuttosto grossi, e avrebbero obiettive difficoltà con ordigni grandi un decimo e il doppio più veloci, che oltretutto cambiano rotta e velocità di continuo non essendo vincolati dalla traiettoria a volo radente. La precisione di queste armi potrebbe far centrare in pieno le armi della nave, e siccome queste sono sistemi moderni ad alta cadenza di tiro, per funzionare al meglio hanno bisogno di riservette dotate di quintali, se non tonnellate di munizioni, al di sotto del ponte privo di corazzatura, mentre il cannone stesso è in genere coperto solo da una cupola di vetroresina. Un missile Sidewinder ha la capacità, con le sue schegge, di passare oltre 2 cm, di acciaio a 10 metri e questo porrebbe gravissimi problemi di sicurezza, oltre a mettere KO il cannone principale o i CIWS. Inoltre i rottami (specie la parte di coda) volerebbero per centinaia di metri, per cui se un missile esplodesse sopra la torretta, il suo motore potrebbe squarciare subito dopo la plancia di comando.
Questo tipo di minaccia, portata da armi veloci e non specializzate, potrebbe essere estremamente pericolosa. Sia i missili terra-aria, sia aria-aria e aria-superficie come gli HARM sono tutte armi estremamente veloci, che possono superare abbastanza facilmente le difese navali concepite spesso solo contro bersagli subsonici e non certo da Mach 2 - 4 di velocità. Un esempio di come i missili IR siano stati saltuariamente utilizzati come armi aria-superficie è dato dall'impiego di missili AA-2 da parte degli israeliani come armi contro veicoli arabi nel 1967 dopo averli catturati nelle basi egiziane. In realtà sarebbe stato estremamente difficile che questi missili avessero modo di essere montati sugli aerei che non ne avevano le predisposizioni, e la loro testa di ricerca non aveva certo la sensibilità per trovare veicoli nel deserto rovente, per cui questa pare solo una leggenda priva di supporti documentati reali.
Era invece reale l'uso di simile tattica in Vietnam, dove alcuni F-102 americani agirono inizialmente come intercettori di eventuali bombardieri Il-28 vietnamiti, ma poi, vista la mancanza concreta di questi attacchi aerei (in realtà un piccolo numero di incursioni venne portato a termine, ma si trattò di eventi eccezionali), vennero utilizzati in funzione aria-superficie, con un'azione consistente nel lanciare missili Falcon IR contro i sospetti accampamenti vietcong, attaccando di notte e mirando ai fuochi di bivacco. Queste operazioni partirono già nel 1965, da parte del 405 FW di Tan Aon Nhut. L'operazione era conosciuta con un nome in codice, tra i tanti adottati dagli americani per quella guerra, Progetto Stovepipe e venne svolta lungo la pista di Ho Chi Minh durante la notte. Questo consentiva in teoria di colpire anche veicoli, senza il calore della notte. I piloti, con i missili di piccole dimensioni, non erano mai sicuri di quello che avevano colpito, e nemmeno di avere colpito qualcosa, ma talvolta osservarono secondarie esplosioni. Se col radar agganciavano qualcosa, sparavano anche missili Falcon a guida radar. Questo era ovviamente un uso molto opinabile di un caccia intercettore e dei suoi missili (e tutt'altro che capace di identificare positivamente i nemici) ma illustra bene la possibilità di impiegare missili AAM sia pure di vecchio tipo, in funzione aria-superficie.
Tra i missili AAM più pericolosi con concrete capacità antinave vi sono quelli a medio raggio, e considerando la difficoltà di agganciare un bersaglio navale con i radar e i missili specifici per il combattimento aereo, le armi con la guida migliore sono ancora quelle IR. I missili sovietici R-23, 24, 27 (AA-7 /10) hanno testate da 40 kg con velocità di oltre Mach 3 e raggio di circa 30 km, per cui potenzialmente sono utilizzabili come armi antinave tattiche di elevata potenza. Le contromisure della nave sarebbero efficaci contro i missili a guida radar, ma se questa aziona le armi di bordo sarebbe praticamente impossibile, utilizzando i flare, sviare i missili a guida IR rispetto al calore emesso dalle armi di bordo, soprattutto dai cannoni di medio calibro.
Questa tattica ha pure un antesignano: ai tempi della guerra del Vietnam, i missili Shrike antiradar vennero spesso usati dai cacciabombardieri americani contro i siti degli SA-2 vietnamiti, che avevano una maggiore gittata. Serrando grazie alle ECM o al volo radente, era nondimeno possibile avvicinarsi a sufficienza per lanciare i missili Shrike. La stessa cosa accadde nel 1986 quando gli A-7 e F-18 attaccarono le postazioni SAM libiche durante gli scontri convulsi della primavera, prima che l'attenzione internazionale per questa crisi politica e militare, giunta a livelli drammatici, venisse distolta dall'incidente di Černobyl'.
Un impiego contro navi da guerra di missili IR è stato riportato durante la Guerra del Golfo Persico, nota anche come Guerra Iraq-Iran. Alcuni missili AIM-9 vennero usati per danneggiare, come ordigni antinave improvvisati, navi mercantili. I lanci non causarono molti danni ma erano pericolosi perché colpivano essenzialmente i fumaioli e questo significava in genere anche centrare le vicine sovrastrutture, che nelle petroliere sono raggruppate nella zona poppiera assieme ai fumaioli e ai locali macchine. Almeno sei navi sono state così danneggiate, secondo la ricostruzione delle azioni fatte dall'Acig team, con il lancio di almeno uno o due missili per ogni caso.